# Monte Musinè
Monte Musinè hay gọi tắt là Musinè (tiếng Piemonte: mont Musinè) là một ngọn núi ở dãy núi Alpes grées thuộc Thành phố đô thị Torino, Piemonte, miền bắc nước Ý.  Musinè nổi tiếng với cây thánh giá cao trên đỉnh núi, cũng như là ngọn núi gần Torino nhất. Có thể nhìn thấy nó từ cao nguyên Piemonte và từ những ngọn núi ở các tỉnh Biella và Vercelli.

## Địa lý

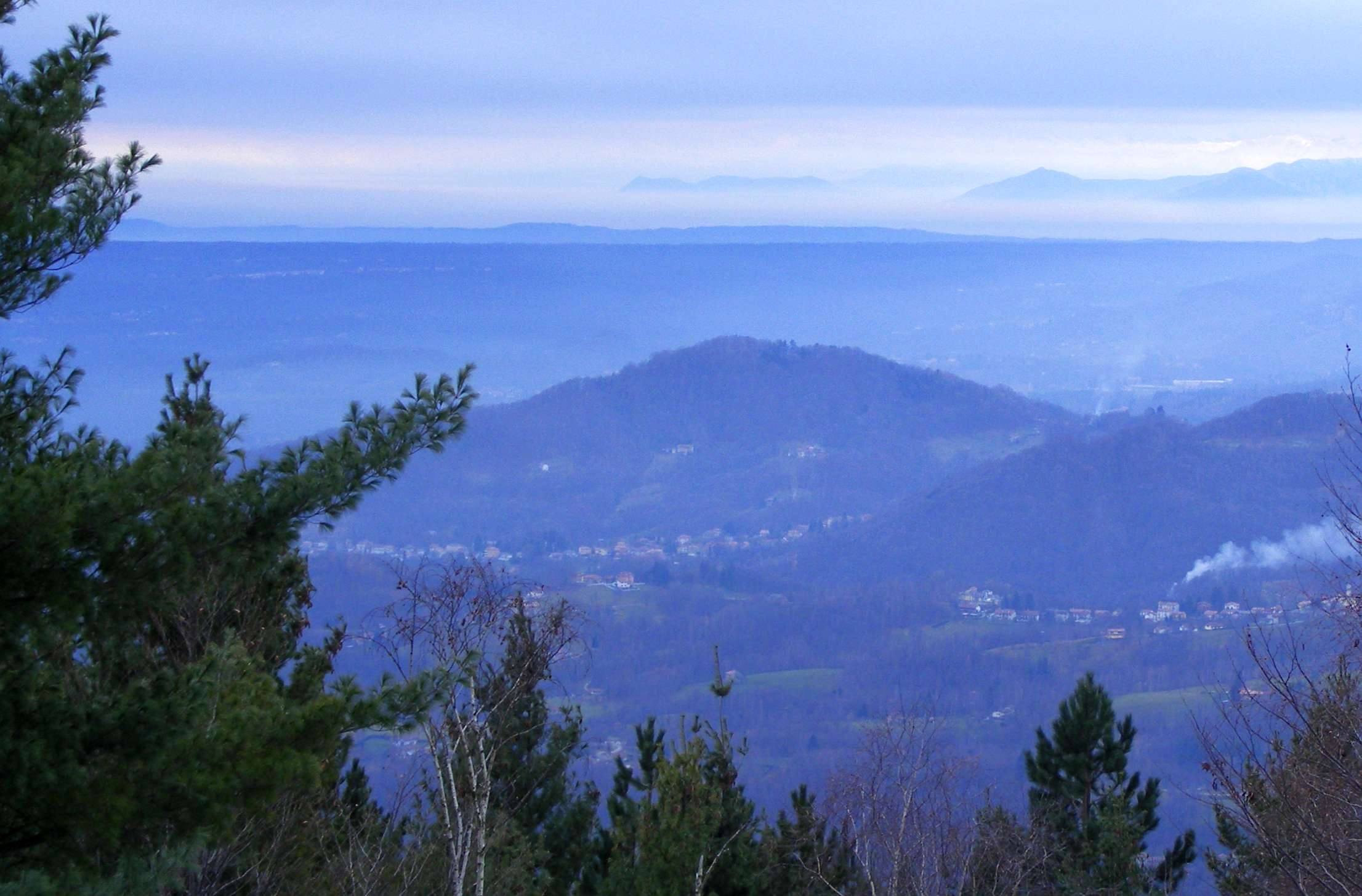
Monte Musinè (ở phía sau) nhìn từ Monte Casto (Alpes pennines, BI)

Monte Musinè là ngọn núi cực đông của dãy núi dài khởi đầu từ Rocciamelone, chia tách các thung lũng Susa và Lanzo.
Đỉnh chính của núi này có một đỉnh phụ gọi là Truc dell'Eremita (đồi Hermit, cao 1.101 m), và được bao quanh bởi một số ngọn đồi nhỏ. Về phía đông trên một ngọn đồi cao 535 m là thánh địa Saint Abaco, và về phía đông bắc trên Monte Calvo, cao 551 m, có Via Crucis dẫn đến một nhà nguyện.
Monte Musinè được nối với Núi Curto lân cận (cao 1.323 m) bằng một dãy núi rừng rộng, điểm thấp nhất là Colle della Bassetta (đèo Bassetta, cao 945 m). Ngoài ra, đỉnh núi Musinè còn là điểm giao nhau giữa ranh giới của các đô thị Caselette, Almese và Val della Torre.

## Lịch sử

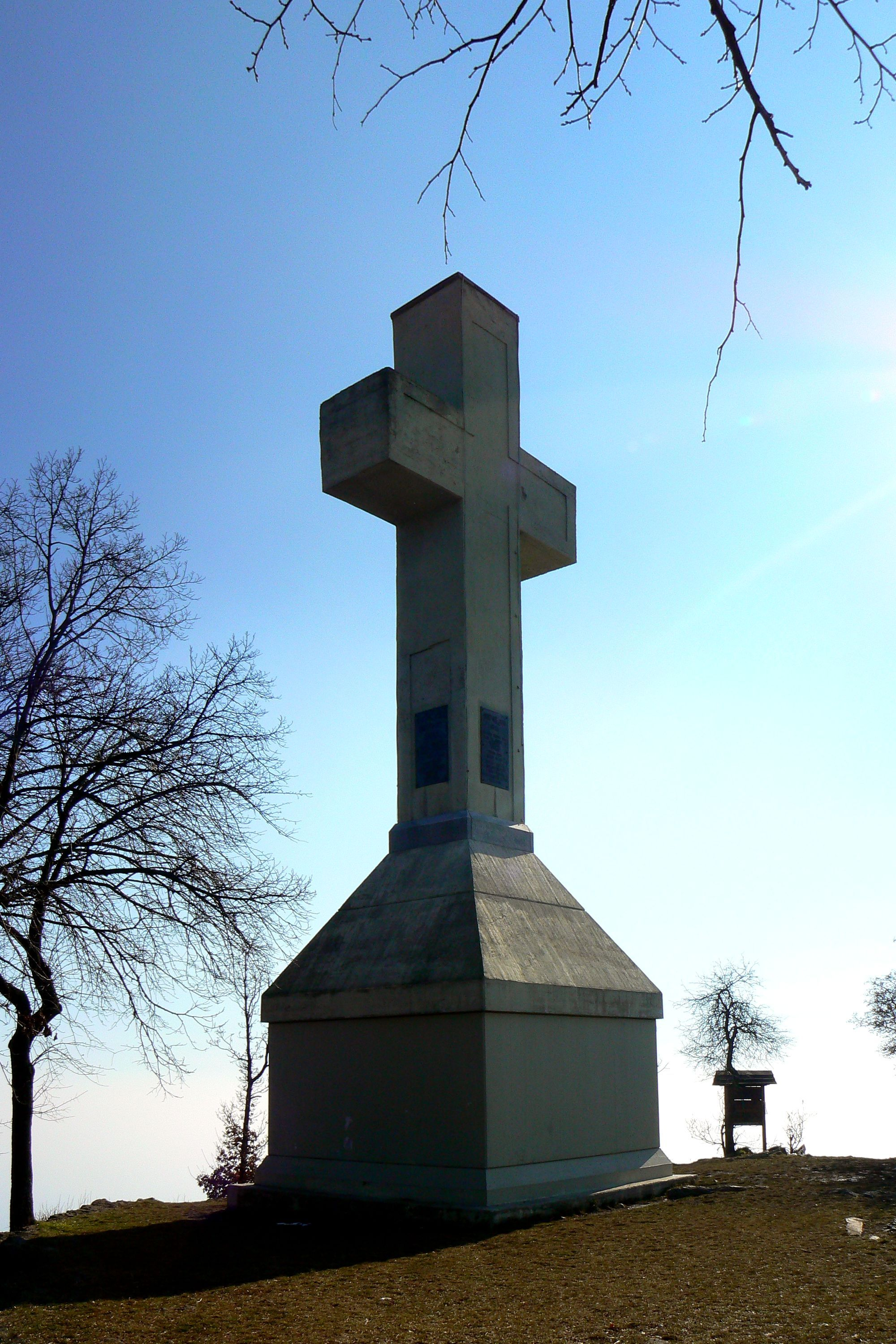
Đỉnh thập giá

Một số địa điểm khảo cổ tiền sử và cổ sử đã được phát hiện trong khu vực này. Chúng bao gồm dấu vết của một túp lều có niên đại từ thời đại đồ đồng sớm (khoảng năm 1700 TCN) được tìm thấy ở Caselette, và một số phát hiện từ cuối thời đại đồ sắt ở vùng lân cận Almese (Truc Randolera).
Hai tòa nhà La Mã từ thời kỳ đế quốc nằm gần ngọn núi này: biệt thự villa rustica ở Caselette và villa khu dân cư lớn Almese (Grange di Rivera).
Theo truyền thuyết địa phương, chính gần núi Musinè (và do đó không phải trong Trận Cầu Milvius) mà hoàng đế Constantinus I đã nhìn thấy một cây thánh giá rực lửa và dòng chữ In hoc signo vinces ngay trước trận đánh ở Torino khi thảo phạt kình địch Maxentius mà ông giành lấy phần thắng.
Năm 1901, một cây thánh giá cao 15 m được xây dựng trên đỉnh núi bằng bê tông cốt thép.
Trên sườn đông bắc của núi Musinè, một số mỏ magnesit đã hoạt động từ năm 1875 đến Thế chiến thứ hai.

### Tiếp xúc UFO
Có người trình báo một số cuộc tiếp xúc với UFO xung quanh ngọn núi này từ thập niên 1970 trở đi.
Trường hợp khá nổi tiếng xảy ra vào ngày 8 tháng 12 năm 1978, khi hai người đi bộ đường dài trẻ tuổi đang đi trên sườn núi Musinè thì bất chợt nhìn thấy một luồng sáng chói lòa; một người trong số họ, sau khi đến gần luồng sáng đó, đã tạm thời biến mất. Bạn của anh ta, với sự giúp đỡ của một số người qua đường, đã đi kiếm anh chàng này rồi sau một lúc, trông thấy bạn mình trong tình trạng sốc và bị bỏng đáng kể ở một chân. Vừa tỉnh lại, chàng trai trẻ này kể lại rằng anh ta đã tận mắt chứng kiến một chiếc phi thuyền có hình thon dài và một số sinh vật hình thù kỳ lạ đi xuống từ đó, chạm vào và nhấc anh ta lên. Cả hai chàng trai trẻ này đều bị mắc chứng viêm kết mạc trong một thời gian.